# Herberts Pudāns
Herberts Pudāns (né le 14 octobre 1986 à Riga,) est un coureur cycliste letton, actif dans les années 2000 et 2010.

## Biographie
En 2005, Herberts Pudāns intègre l'équipe continentale lettonne Rietumu Bank. L'année suivante, il termine deuxième d'une étape du Triptyque des Barrages et meilleur grimpeur du Tour de Slovaquie. Il représente par ailleurs son pays lors des championnats du monde espoirs de Salzbourg. 
Lors de la saison 2007, il prend la troisième place du championnat de Lettonie sur route. En 2008, il finit dixième du Grand Prix Guillaume Tell et vingtième du Tour de l'Avenir. Il commence ensuite à courir en France à partir de 2009 en rejoignant le club Charvieu-Chavagneux IC. Il poursuit la compétition au CR4C Roanne, puis au SCO Dijon. Durant cette période, il s'illustre dans le calendrier amateur français en obtenant plusieurs victoires et diverses places d'honneur. Il se classe également deuxième d'une étape du Tour Alsace en 2010. 
Gêné par une blessure, il met finalement un terme à sa carrière en 2013. Il se reconvertit dans le secteur de la vente de vélos en Lettonie.

## Palmarès

### Par année
- 2004
  - 3e du Tour d'Istrie
- 2007
  - 3e du championnat de Lettonie sur route
- 2009
  - Riga Grand Prix
  - 2e du Tour du Charolais
  - 3e du Grand Prix de Peymeinade
  - 3e du Grand Prix de Cours-la-Ville
- 2010
  - 3e et 4e étapes du Saaremaa Velotuur
  - 2e du Grand Prix Cristal Energie
  - 3e du Grand Prix de Cours-la-Ville
- 2011
  - Boucle du Pays de Tronçais
  - 4e étape du Tour de Côte-d'Or
  - 3e étape du Tour du Pays de Gex-Valserine
  - 4e étape du Tour de Moselle
  - 3e du Tour de Franche-Comté

### Classements mondiaux
| Année           | 2005 | 2006 | 2007 | 2008 | 2009 | 2010 | 2011 |
| --------------- | ---- | ---- | ---- | ---- | ---- | ---- | ---- |
| UCI Europe Tour | 632e | 637e | 712e |      |      | 676e | 901e |